# Godfridah Nsenduluka Sumaili
Godfridah Nsenduluka Sumaili (* 26. Mai 1957) ist eine sambische Politikerin der Patriotic Front (PF).

## Leben
Godfridah Nsenduluka Sumaili absolvierte zunächst ein grundständiges Studium, das sie mit einem Bachelor of Science (B.Sc.) beendete. Ein postgraduales Studium im Fach Management schloss sie mit einem Master of Business Administration (M.B.A.) ab. Sie wurde nach der Wahl vom 11. August 2016 von Präsident Edgar Lungu als Vertreterin der Patriotic Front (PF) für einen der acht vom Präsidenten zu vergebenden Sitze der Nationalversammlung Sambias benannt. Im Oktober 2016 berief Präsident Lungu sie zur Ministerin für nationale Führung und religiöse Angelegenheiten in dessen Kabinett.